# Ирмино
И́рмино (укр. Ірміно; в 1808—1936 годах — Петро́вка, в 1977—2010 годах — Теплого́рск) — город в Луганской области Украины. С 2014 года город контролировался управляемой из России марионеточной Луганской Народной Республикой. В настоящее время под российской оккупацией.
Подчинён Стахановскому горсовету.

## Географическое положение
Находится на реке Лугань.
Соседние населённые пункты: города Стаханов на юго-востоке, Алмазная на юге, Кировск на северо-востоке, Первомайск и посёлки Калиново-Борщеватое на северо-западе, Калиново на юго-западе.

## История
В 1808 году на землях нынешнего города Ирмино беглые крестьяне из Полтавской губернии основали деревню Петровку. Возникла она выше правого берега реки Лугань, в верстах 3-4 от уже существовавшего села Петро-Голенищевки, на восток во впадине около естественного родника, позже названного народом Наташкиной криницей. Поэтому и первая улица здесь называлась Криничной (сейчас ул. Январская). А на холме появилось ещё одно небольшое поселение Дмитриевка, которое также состояло из беглых крестьян, а также из казаков, пришедших из земель войска Донского. В 1859 году эти два населенных пункта объединились и стали Петровкой. В 1898 году поселок стал Ирминкой. В 1910 году запустили шахту Центральная (позже она получила название Центральная - Ирмино). И стала местность называться Ирминским рудником (по имени дочери владельца — Ирмы) вплоть до 1936 года, когда в честь годовщины стахановского рекорда руднику был присвоен статус города с названием Ирмино.
В ночь с 30 на 31 августа 1935 года забойщик (горнорабочий очистного забоя) шахты «Центральная-Ирмино» Стаханов Алексей Григорьевич установил мировой рекорд по добыче угля за одну смену, добыв 102 тонны угля, что по тем временам являлось 14 нормам за смену. Впоследствии данное движение распространилось на другие отрасли и страны и получило название «стахановское движение».
В ходе Великой Отечественной войны 12 июля 1942 года город был оккупирован наступавшими немецкими войсками
3 сентября 1943 года освобождён войсками 266-й стрелковой дивизии 32-го стрелкового корпуса 3-й гв. А Юго-Западного фронта в ходе Донбасской операции:
В 1962 году в связи с укрупнением городов Ирмино растворилось в границах Кадиевки.
В 1977 году поселение получило статус города Теплогорск.
В 1984 году здесь действовали угольная шахта имени XXII съезда КПСС, центральная обогатительная фабрика «Стахановская», завод гидрооборудования, несколько предприятий бытового обслуживания, три общеобразовательные школы (одна из них, 12-я, восьмилетняя), музыкальная школа, три больницы, поликлиника, два клуба, две библиотеки и музей шахтёрской доблести.
В январе 1989 года численность населения составляла 18 549 человек, в это время крупнейшим предприятием города являлся завод гидрооборудования.
В мае 1995 года Кабинет министров Украины утвердил решение о приватизации находившегося в городе шахтомонтажного управления.
8 июля 2010 года Верховная Рада Украины приняла постановление о переименовании Теплогорска в Ирмино.
В январе 2013 года численность населения составляла 10 044 человек.
12 декабря 2015 года вблизи города вследствие подрыва личного автомобиля погиб Павел Дрёмов, один из военачальников ЛНР.

## Промышленность
- Завод гидрооборудования.
- ОАО «Стахановская ОФ».

## Транспорт
- Железнодорожная станция[2][5][9].